# Communauté européenne du charbon et de l'acier
Pour les articles homonymes, voir CECA.
La Communauté européenne du charbon et de l'acier (CECA) était une organisation internationale fondée sur le traité de Paris (1951), entré en vigueur le 23 juillet 1952 pour une durée de cinquante ans.
Elle n'existe plus depuis le 23 juillet 2002. La CECA rassemblait six nations, unifiant l'Europe de l'Ouest durant la Guerre froide et créant les bases d'une démocratie européenne et le développement actuel de l'Union européenne. Elle fut au niveau européen la seconde organisation basée sur des principes résolument supranationaux.
La proposition de sa création, annoncée par Robert Schuman (lors de son discours du 9 mai 1950 — devenu journée de l'Europe), alors ministre français des Affaires étrangères, est un moyen d'empêcher une nouvelle guerre entre la France et l'Allemagne. Il déclare que son but est de rendre la guerre « non seulement impensable mais aussi matériellement impossible ». Pour cela, la première communauté supranationale d'Europe voit le jour par la signature du traité instituant la CECA par la France, la RFA, l'Italie et les pays du Benelux (la Belgique, le Luxembourg et les Pays-Bas). Un marché unique du charbon et de l'acier est constitué entre ces États. La CECA est dirigée par la Haute Autorité, surveillée par des organes représentants les gouvernements nationaux, des députés et un pouvoir judiciaire indépendant.
L'objectif est de « soutenir massivement les industries européennes du charbon et de l'acier pour leur permettre de se moderniser, d'optimiser leur production et de réduire leurs coûts, tout en prenant en charge l'amélioration des conditions de vie de leurs salariés et leur reclassement en cas de licenciement ».
Son principe s'inspire fortement des idées présentées par Arthur Salter, 1er baron Salter dans le livre Allied Shipping Control qui mettaient en place la coordination des intérêts alliés après la Première Guerre mondiale.

## Histoire

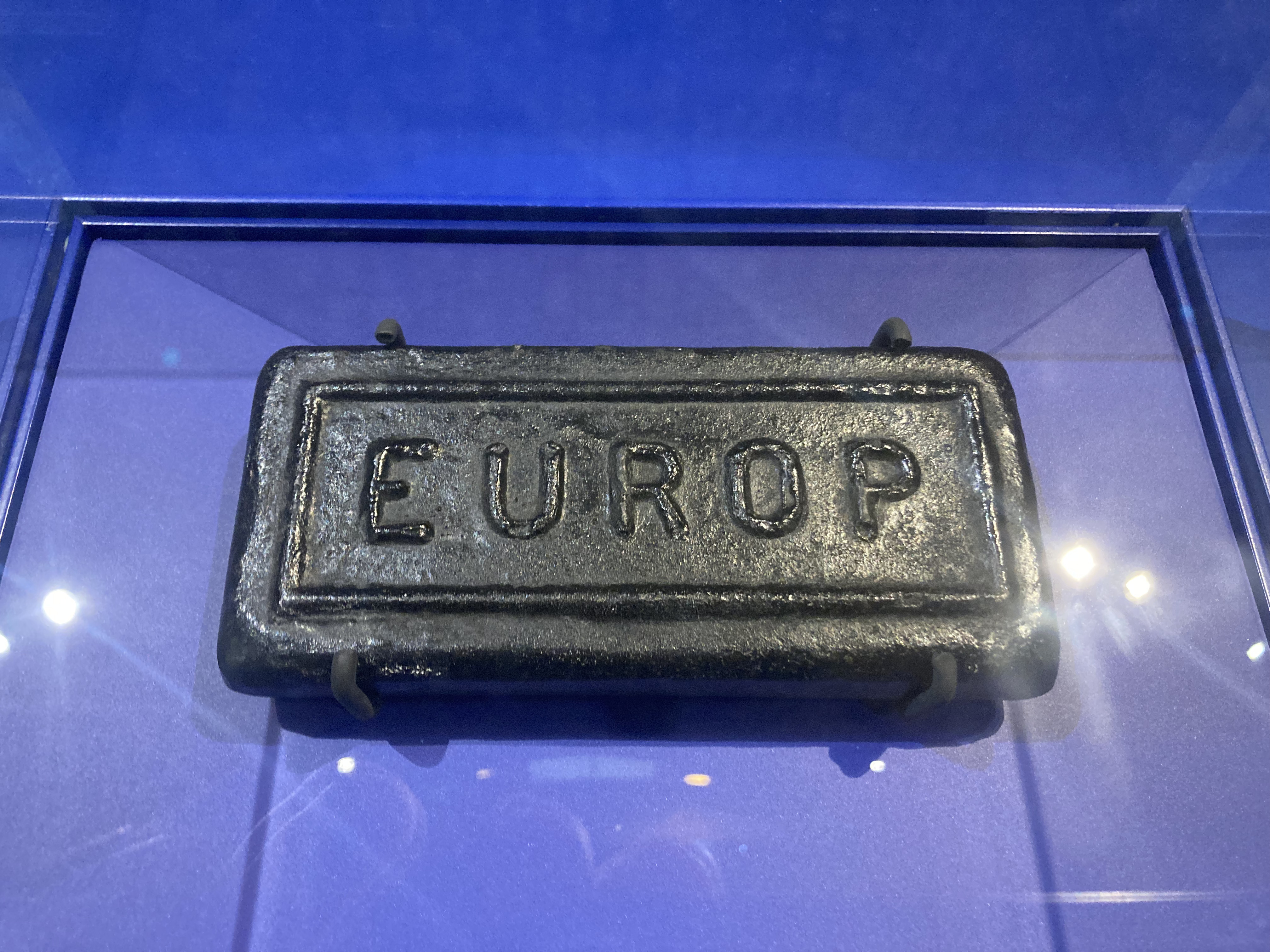
Lingot issu de la première fonte de la CECA, exposé au Lëtzebuerg City Museum

Après la Seconde Guerre mondiale, Pierre Mendès France écrit en mars 1945 : « l'un des principaux but de guerre en France est de…  transférer une partie de la puissance sidérurgique de la Ruhr vers la Lorraine. »
L'occupation allemande de la France, les juifs de la sidérurgie ont été victimes des mesures d'aryanisation. Parmi eux, Alexis Aron, ancien dirigeant des Forges et aciéries du Nord et de l'Est, réfugié dans les Alpes, rédige en 1943 des projets pour la future sidérurgie européenne : des documents décrivant une paix fondée sur la réconciliation, s'inspirant essentiellement de l'expérience de l'Entente internationale de l'acier qu'il propose de rebâtir en modifiant certains aspects. Son plan est très proche de celui élaboré par Pierre Mendès France, mais il sera en butte à l'opposition de plusieurs patrons du secteur qui y voient un premier pas vers la nationalisation, solution retenue en Angleterre, pays où la filière acier ne dispose pas, contrairement à la France, de mines de fer importantes.
Le président du Conseil et ministre français des Affaires étrangères Robert Schuman a contribué à la fin de la politique française gaulliste d'occupation permanente et de contrôle des parties de territoire allemand comme la Ruhr ou la Sarre. Malgré l'ultra-nationalisme, le gaullisme et l'opposition communiste, l'Assemblée française a voté un certain nombre de résolutions en faveur de sa nouvelle politique d'intégration de l'Allemagne dans une Communauté. L'Autorité internationale de la Ruhr changea en conséquence. Les principes directeurs de Schuman étaient la morale, basée sur l'égalité des États (la démocratie internationale) sans pouvoir politique permettant la domination.
La déclaration Schuman du 9 mai 1950 (connu aujourd'hui comme la Journée de l'Europe) eut lieu après deux rencontres du Cabinet, la proposition devint la politique du gouvernement français. La France fut le premier gouvernement à accepter de partager et d'approfondir la souveraineté d'une communauté supranationale. Cette décision était basée sur un texte, écrit par un ami et collègue de Schuman, l'avocat du ministre français des Affaires étrangères, Paul Reuter, à la demande de Jean Monnet et du directeur de Cabinet de Schuman, Bernard Clappier. Il s'agissait d'un plan en faveur d'une Communauté européenne unissant la production de charbon et d'acier de ses membres à l'intérieur d'un marché commun.
Schuman proposait que « la production franco-allemande de charbon et d'acier dans sa totalité soit placée sous une Haute Autorité, dans la structure d'une organisation qui s'ouvre à la participation des autres pays de l'Europe ». Cette idée avait été émise depuis Londres par l'ingénieur belge Lodoïs Tavernier et reconnue plus tard pour sa pertinence par le général de Gaulle et Frédéric Joliot-Curie. Une telle action avait pour but d'aider la croissance économique et de créer une paix durable entre la France et l'Allemagne, qui étaient des ennemis historiques. Le charbon et l'acier sont à la base de l'industrie de guerre, en sorte qu'unir ces ressources entre deux anciens ennemis était une action plus que symbolique,. Certains ont aussi vu le projet, comme Monnet, qui a changé la mention de Reuter de « supranational » dans le projet et a inséré « fédération » comme un premier pas vers une fédération européenne,. En 1955, le film documentaire intitulé Voies libres sur l'Europe est réalisé pour promouvoir la futur coopération auprès des populations.

### Pressions politiques
En Allemagne de l'Ouest, Schuman gardait contact avec la nouvelle génération d'hommes politiques démocrates. Karl Arnold, le ministre-président de Rhénanie-du-Nord-Westphalie, la province qui incluait la Ruhr, était initialement le porte-parole des affaires étrangères allemandes. Il prononça de nombreux discours sur une communauté supranationale du charbon et de l'acier en même temps que Robert Schuman quand il commençait à la proposer en 1947 et 1949. Le Parti social-démocrate allemand (SPD), malgré le soutien des autres socialistes en Europe, décida qu'il s'opposerait au plan Schuman. La méfiance personnelle de Kurt Schumacher envers la France, le capitalisme et Konrad Adenauer, lui fit dire que l'intégration dans l'Europe des six ignorait l'objectif principal du SPD qui était la réunification allemande et autorisait les mouvements ultra-nationalistes et communistes à l'ouest. Il pensait aussi que la CECA mettrait fin aux espoirs de nationalisation de l'industrie sidérurgique et bloquerait l'Europe en « cartels, ecclésiastiques et conservateurs ». Les plus jeunes membres du parti, comme Carlo Schmid, étaient, toutefois, en faveur de la Communauté.
En France, Schuman avait gagné un fort soutien intellectuel et politique de toutes les parties de la nation et de beaucoup de partis non-communistes. Parmi eux se trouvaient André Philip et Édouard Bonnefous, président du Comité des relations étrangères, et l'ancien Président du Conseil Paul Reynaud. Les projets d'une autorité du charbon et de l'acier et d'autres communautés supranationales furent formulés dans des sous-comités spécialisés du Conseil de l'Europe avant qu'ils ne deviennent la politique du gouvernement français. Charles de Gaulle, qui n'était alors plus au pouvoir, avait été le soutien d'un rapprochement entre les économies et avait parlé d'une « confédération européenne » qui exploiterait les ressources de la Ruhr en 1945. Toutefois, il s'opposa à la CECA qui était selon lui un « faux-semblant » parce qu'il considérait qu'il s'agissait d'une approche insatisfaisante de l'unité européenne, et parce qu'il considérait le gouvernement français d'alors trop faible pour dominer la CECA, ce qu'il considérait comme plus approprié. De Gaulle considérait aussi que la CECA n'avait pas une autorité supranationale suffisante car l'Assemblée n'était pas ratifiée par un référendum européen. Par conséquent, De Gaulle et ses affiliés votèrent contre la ratification à l'Assemblée nationale.
En dépit de ces attaques et de celles de l'extrême-gauche, la CECA bénéficia du soutien de l'opinion publique et fut établie. Elle remporta une importante majorité des votes dans les onze chambres des parlements des Six, et fut approuvée parmi les associations et l'opinion publique européenne. En 1950, beaucoup pensaient qu'une autre guerre était inévitable. Les intérêts de l'acier et du charbon, cependant, se sont fait entendre dans leur opposition. Le Conseil de l'Europe, créé par une proposition du premier gouvernement de Schuman en mai 1948, a aidé à articuler l'opinion publique européenne et a donné un appui positif à l'idée communautaire.

### Traités
Le traité de Paris qui a établi la CECA a été signé le 18 avril 1951 par la France, l'Allemagne de l'Ouest, l'Italie, la Belgique, le Luxembourg et les Pays-Bas. La CECA fut la première organisation internationale basée sur des principes supranationaux et devait, à travers l'établissement d'un marché unique pour le charbon et l'acier, soutenir les économies, augmenter les emplois, et élever le niveau de vie moyen au sein de la Communauté. Le marché fut aussi mis en place pour progressivement rationaliser la distribution de la production tandis qu'il assurait la stabilité et l'emploi. Le marché commun du charbon prit effet le 10 février 1953, et celui de l'acier le 1er mai de cette même année. L'instauration de la CECA remplaça graduellement l'Autorité internationale de la Ruhr. Le 11 août 1952, les États-Unis furent le premier pays (en dehors des membres de la CECA) à reconnaître la Communauté, et précisèrent qu'ils négocieraient dès lors avec la CECA en matière de charbon et d'acier, en établissant leur délégation à Bruxelles. En réponse, le président Monnet choisit Washington D.C. comme le site de la première présence extérieure de la CECA. Sur le titre du premier bulletin de la délégation figurait « Vers un gouvernement fédéral d'Europe ».
Six ans après le traité de Paris, le 25 mars 1957, le traité de Rome fut signé par les six membres de la CECA, créant ainsi la Communauté économique européenne (CEE) et la Communauté européenne de l'énergie atomique (CEEA ou Euratom). Ces communautés étaient basées, avec quelques ajustements, sur la CECA. Le traité de Rome devait durer indéfiniment, contrairement au traité de Paris qui devait expirer après 50 ans. Ces deux nouvelles communautés travaillaient respectivement sur la création d'une union douanière et d'une communauté de l'énergie atomique.

### Fusion et expiration
Malgré le fait qu'il s'agisse de personnalités juridiques différentes, la CECA, la CEE et l'Euratom partageaient initialement l'Assemblée européenne et la Cour de justice des Communautés européennes, bien que les Conseils et les Commissions et Haute Autorité restassent séparées. Pour éviter ce dédoublement, le traité de Bruxelles fusionna les exécutifs de la CECA et de l'Euratom avec ceux de la CEE. La CEE devint plus tard un des trois piliers de l'actuelle Union européenne (UE).
Le traité de Paris était fréquemment amendé avec les évolutions et les élargissements de la CE et de l'UE. À l'approche de 2002, date d'expiration du traité, des débats ont commencé sur ce qui devait être fait. Il a été proposé de le laisser expirer sans qu'il soit reconduit. L'ensemble des domaines couverts par le traité établissant la CECA ont alors été transférés au traité de Rome et les pertes financières prirent fin. Le fonds de recherche de la CECA fut traité à l'aide d'un protocole du traité de Nice. Finalement, le traité expira le 23 juillet 2002. Ce même jour, le drapeau de la CECA a été descendu pour la dernière fois hors de la Commission européenne à Bruxelles et remplacé par le drapeau de l'Union européenne.

### Chronologie
| Signature Entrée en vigueur Nom du traité | 1948 Traité de Bruxelles                                      | 1951 1952 Traité CECA                             | 1954 1955 Accords de Paris                            | 1957 1958 Traité de Rome (TCEE) Traité Euratom        | 1965 1967 Traité de fusion                            | 1975 1976 institution officieuse    | 1986 1987 Acte unique européen | 1992 1993 Traité de Maastricht (TUE et TCE) | 1992 1993 Traité de Maastricht (TUE et TCE) | 1997 1999 Traité d'Amsterdam (TUE et TCE) | 2001 2003 Traité de Nice (TUE et TCE) | 2007 2009 Traité de Lisbonne (TUE et TFUE) | 2007 2009 Traité de Lisbonne (TUE et TFUE) |  |  |  |  |  |  |  |  |
|                                           |                                                               |                                                   |                                                       |                                                       |                                                       |                                     |                                |                                             |                                             |                                           |                                       |                                            |                                            |  |  |  |  |  |  |  |  |
| Les trois piliers de l'Union européenne   |                                                               |                                                   |                                                       |                                                       |                                                       |                                     |                                |                                             |                                             |                                           |                                       |                                            |                                            |  |  |  |  |  |  |  |  |
| Communautés européennes                   |                                                               |                                                   |                                                       |                                                       |                                                       |                                     |                                |                                             |                                             |                                           |                                       |                                            |                                            |  |  |  |  |  |  |  |  |
|                                           | Communauté européenne de l'énergie atomique (Euratom)         |                                                   |                                                       |                                                       |                                                       |                                     |                                |                                             |                                             |                                           |                                       |                                            |                                            |  |  |  |  |  |  |  |  |
|                                           |                                                               |                                                   | Communauté européenne du charbon et de l'acier (CECA) | Communauté européenne du charbon et de l'acier (CECA) | Communauté européenne du charbon et de l'acier (CECA) | Dissoute en 2002                    | Dissoute en 2002               | Dissoute en 2002                            |                                             | Union européenne (UE)                     | Union européenne (UE)                 |                                            |                                            |  |  |  |  |  |  |  |  |
|                                           |                                                               |                                                   | Communauté économique européenne (CEE)                | Communauté économique européenne (CEE)                | Communauté économique européenne (CEE)                |                                     |                                | Communauté européenne (CE)                  | Communauté européenne (CE)                  | Union européenne (UE)                     | Union européenne (UE)                 |                                            |                                            |  |  |  |  |  |  |  |  |
|                                           |                                                               | TREVI                                             | TREVI                                                 | Justice et affaires intérieures (JAI)                 |                                                       |                                     |                                | Communauté européenne (CE)                  | Communauté européenne (CE)                  | Union européenne (UE)                     | Union européenne (UE)                 |                                            |                                            |  |  |  |  |  |  |  |  |
|                                           | Coopération policière et judiciaire en matière pénale (CPJMP) | TREVI                                             | TREVI                                                 | Justice et affaires intérieures (JAI)                 |                                                       |                                     |                                |                                             |                                             | Union européenne (UE)                     | Union européenne (UE)                 |                                            |                                            |  |  |  |  |  |  |  |  |
|                                           | Coopération politique européenne (CPE)                        | Politique étrangère et de sécurité commune (PESC) | Politique étrangère et de sécurité commune (PESC)     | Politique étrangère et de sécurité commune (PESC)     | Politique étrangère et de sécurité commune (PESC)     |                                     |                                |                                             |                                             | Union européenne (UE)                     | Union européenne (UE)                 |                                            |                                            |  |  |  |  |  |  |  |  |
| Union occidentale (UO)                    | Union occidentale (UO)                                        | Union de l'Europe occidentale (UEO)               | Union de l'Europe occidentale (UEO)                   | Union de l'Europe occidentale (UEO)                   | Union de l'Europe occidentale (UEO)                   | Union de l'Europe occidentale (UEO) |                                |                                             |                                             |                                           | Union européenne (UE)                 |                                            |                                            |  |  |  |  |  |  |  |  |
| Union occidentale (UO)                    | Union occidentale (UO)                                        | Union de l'Europe occidentale (UEO)               | Union de l'Europe occidentale (UEO)                   | Union de l'Europe occidentale (UEO)                   | Union de l'Europe occidentale (UEO)                   | Union de l'Europe occidentale (UEO) | Dissoute en 2011               |                                             |                                             |                                           |                                       |                                            |                                            |  |  |  |  |  |  |  |  |
|                                           |                                                               |                                                   |                                                       |                                                       |                                                       |                                     |                                |                                             |                                             |                                           |                                       |                                            |                                            |  |  |  |  |  |  |  |  |

## Institutions
Les institutions de la CECA étaient les suivantes :
- la Haute Autorité (composée de 9 membres), organe supranational chargé d'élaborer les politiques relatives au charbon et à l'acier, est l'ancêtre de la Commission européenne. La Haute Autorité est fusionnée en 1965 avec les commissions de la CEE et de l'Euratom en 1967 en une commission unique, par le biais du traité de fusion des exécutifs ;
- un Conseil spécial des ministres qui regroupait les représentants des six pays ;
- une Assemblée commune composée de membres désignés par les parlements nationaux. Celle-ci fut ensuite commune à la CEE et l'Euratom pour ensuite donner naissance au Parlement européen ;
- une Cour de justice chargée de trancher les litiges éventuels ;
- un Comité consultatif a été établi à côté de la Haute Autorité, comme une cinquième institution représentant la société civile. Ce fut la première représentation internationale des consommateurs de l'histoire.

Ces institutions fusionnèrent en 1967 avec celle de la Communauté européenne, qui gouverna dès lors la CECA, sauf le Comité qui resta indépendant jusqu'à l'expiration du traité de Paris en 2002.
Le traité établissait que l'emplacement des institutions serait décidé d'un commun accord des membres. Certains, en Belgique, souhaitent que le siège des institutions de la CECA soit fixé à Liège. Toutefois, cette idée ne fait pas l'unanimité, tant en Belgique, que parmi les cinq autres États membres de la CECA. D'autres villes sont proposées, comme Luxembourg, Strasbourg et Turin. Le nom de Sarrebruck est également avancé. Malgré son statut de ville européenne, Sarrebruck n'est pas retenue en raison du problème du statut de la Sarre.
Pour sortir de l'impasse des négociations en cours, le ministre luxembourgeois des Affaires étrangères, Joseph Bech, propose, dans la nuit du 24 au 25 juillet 1952, que la Haute Autorité de la CECA débute provisoirement ses travaux à Luxembourg. Comme compromis temporaire, les institutions furent provisoirement installées à Luxembourg, bien que l'assemblée ait été basée à Strasbourg.

### Haute Autorité

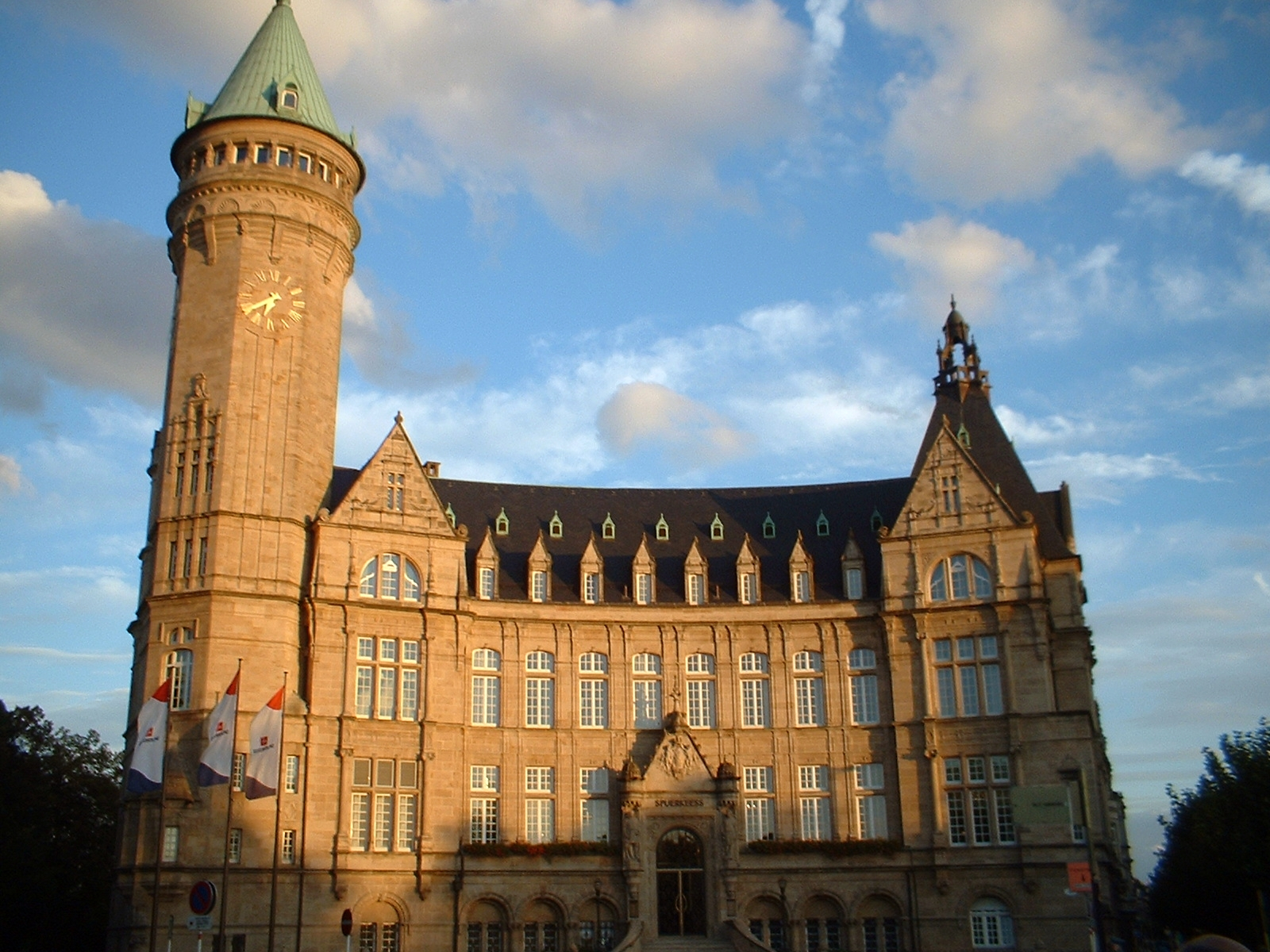
Siège de la Haute Autorité à Luxembourg.

La Haute Autorité (prédécesseur de la Commission européenne) était un organe exécutif composé de neuf membres qui gouvernait la communauté. L'Allemagne, la France et l'Italie désignaient deux membres chacun et les pays du Benelux désignaient chacun un membre. Ces membres désignaient alors un membre au poste de président de la Haute Autorité.
Bien qu'ils soient désignés avec l'accord des gouvernements nationaux, les membres devaient promettre de ne pas représenter leur intérêt national, mais prêtaient serment de défendre les intérêts communs de la Communauté dans son ensemble. Leur indépendance était garantie par le fait que ses membres ne pouvaient pas occuper un autre poste en dehors de l'Autorité, ni prendre part à une quelconque affaire dans laquelle ils seraient intéressés, et ce jusqu'à trois ans après la fin de leur mandat. De plus, un tiers des membres devait être renouvelé tous les deux ans.
La principale innovation de l'Autorité était son caractère supranational. Ses domaines de compétence étaient vastes afin d'assurer les objectifs fixés par le traité et que le marché commun fonctionnait. La Haute Autorité disposait de trois types d'instruments légaux : décisions, recommandations et avis.
Lors de la fusion en 1967, l'Autorité avait eu cinq présidents suivis par un président intérimaire pour les derniers jours.
| Président        | Pays d'origine | Début de mandat   | Fin de mandat     | Autorité            |
| ---------------- | -------------- | ----------------- | ----------------- | ------------------- |
| Jean Monnet      | France         | 10 août 1952      | 3 juin 1955       | Autorité Monnet     |
| René Mayer       | France         | 3 juin 1955       | 13 janvier 1958   | Autorité Mayer      |
| Paul Finet       | Belgique       | 13 janvier 1958   | 15 septembre 1959 | Autorité Finet      |
| Piero Malvestiti | Italie         | 15 septembre 1959 | 22 octobre 1963   | Autorité Malvestiti |
| Rinaldo Del Bo   | Italie         | 22 octobre 1963   | 6 juillet 1967    | Autorité Del Bo     |
| Albert Coppé     | Belgique       | intérim           | intérim           | Autorité Coppé      |

### Assemblée
L'Assemblée (qui devint plus tard le Parlement européen) était composée de 78 députés et exerçait un pouvoir de supervision sur l'exécutif détenu par la Haute Autorité. Les députés de l'Assemblée étaient des députés nationaux délégués chaque année par leur parlement respectif à l'Assemblée, ou directement élu par suffrage universel (article 21). Bien qu'en pratique il s'agît du premier cas, il n'y avait aucune obligation d'organiser des élections jusqu'au traité de Rome et pas de réelles élections jusqu'en 1979 car ce traité requérait, dans un premier temps, un accord du Conseil sur le système électoral. Cependant, pour mettre l'accent sur le fait que l'Assemblée n'était pas une organisation internationale traditionnelle composée de membres des gouvernements nationaux, le traité de Paris utilisait le terme de « représentants des peuples ». L'Assemblée n'était originellement pas citée dans la déclaration Schuman car ce dernier espérait que la Communauté utiliserait les institutions (Assemblée, Cour) du Conseil de l'Europe. Quand cela devint impossible à la suite des objections britanniques, des institutions séparées furent créées. L'Assemblée était destinée à être un contrepoids démocratique et de contrôle de la Haute Autorité, un conseiller, mais elle avait aussi le pouvoir de renvoyer l'Autorité pour incompétence, injustice, corruption ou fraude. Le premier président était Paul-Henri Spaak.

### Conseil des ministres
Le Conseil des ministres était composé des ministres des gouvernements nationaux. La présidence était détenue par un État pendant trois mois, et les États se suivaient dans l'ordre alphabétique. Un de ses aspects-clé était l'harmonisation des travaux de la Haute Autorité et des gouvernements nationaux, qui étaient encore responsables de leurs politiques économiques respectives. Le Conseil donnait aussi son avis sur certains domaines de travail de la Haute Autorité. Le charbon et l'acier étaient des domaines exclusifs de la Haute Autorité et en ce qui les concernent le Conseil (contrairement à son équivalent actuel) pouvait seulement agir par scrutin sur l'Autorité. Toutefois, tous les domaines, hors charbon et acier, nécessitaient l'accord du Conseil.

### Cour de justice
La Cour de justice assurait l'application et l'interprétation des lois de la CECA prescrites par le traité. La Cour était composée de sept juges, choisi d'un commun accord par les gouvernements nationaux et pendant six ans. Il n'y avait aucune obligation de nationalité, les juges devant simplement être qualifiés et leur indépendance devait être indubitable. La Cour était assistée de deux avocats généraux.

### Comité consultatif
Le Comité consultatif (similaire au Comité économique et social européen) est composé de 30  à   50 membres répartis équitablement entre producteurs, travailleurs, consommateurs et négociants dans le secteur du charbon et l'acier. Il n'y avait pas de quotas et le traité requérait une représentations des associations européennes pour organiser leurs propres procédures démocratiques. Elles devaient établir des règles pour que leur participation soit pleinement représentative d'une société civile organisée et démocratique. Les membres étaient nommés pour deux ans et n'étaient liés à aucun mandat dans les organisations par lesquelles ils ont été nommés. Le Comité avait une assemblée plénière, un bureau et un président. La Haute Autorité était obligée de consulter le Comité dans certains cas où cela était approprié et pour l'informer. Le comité consultatif resta séparé (malgré la fusion des autres institutions) jusqu'en 2002, quand le traité expira et que ses compétences furent transférées au Conseil économique et social (CESE). En dépit de son indépendance, le Comité coopérait avec le CESE quand ils étaient consultés pour les mêmes raisons.

## Membres
| Date             | Membres | Membres ajoutés                                                                             |
| ---------------- | ------- | ------------------------------------------------------------------------------------------- |
| 23 Juillet 1952  | 6       | Les six fondateurs : Belgique, France, Allemagne de l'Ouest, Italie, Luxembourg et Pays-Bas |
| 1er Janvier 1973 | 9       | Danemark, Irlande et Royaume-Uni                                                            |
| 1er Janvier 1981 | 10      | Grèce                                                                                       |
| 1er Janvier 1986 | 12      | Portugal et Espagne                                                                         |
| 1er Janvier 1995 | 15      | Autriche, Finlande et Suède                                                                 |

Les 15 membres de la CECA (UE) en 2002

Après les six membres originaux, la CECA s'est étendue à tous les membres de la Communauté économique européenne (ultérieurement renommée la Communauté Européenne) et de l'Union Européenne (15 pays in 2002 au moment de l'expiration du Traité de Paris),.

## Fonctionnement

Les instances de la CECA.

## Accomplissements et échecs

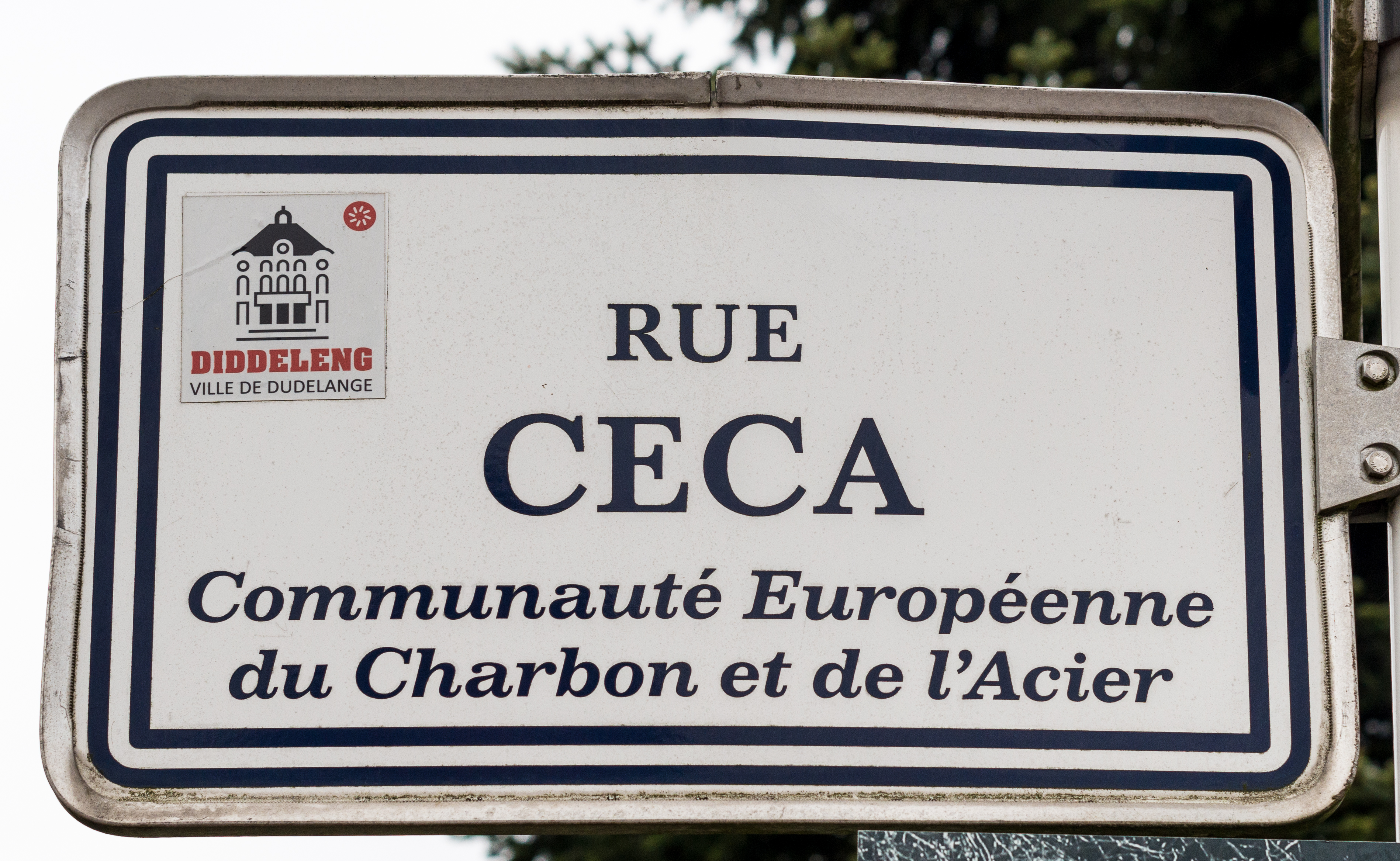
Plaque de rue.

### Réussites
Sa mission, décrite à l'article 2, était générale : « contribuer à l'expansion de l'économie, le développement de l'emploi et l'amélioration du niveau de vie moyen » des citoyens. En termes de production de charbon et d'acier, la Communauté avait peu d'effet sur ces secteurs qui subissaient les tendances mondiales. Les échanges entre les membres ont augmenté (décuplé pour le charbon) ce qui permit d'économiser l'argent des États membres en évitant l'importation de ressources depuis les États-Unis. La Haute Autorité a aussi accordé 280 prêts à l'industrie afin de la moderniser, d'améliorer la production et de réduire les coûts ensuite à nouveau réduits par l'abolition des droits de douane aux frontières.
Parmi les plus importants accomplissements de la CECA se trouvent ceux concernant le bien-être. Par exemple, certaines mines ne pouvaient survivre sans l'aide des gouvernements. Certains mineurs vivaient dans des logements insalubres. Pendant 15 ans, la CECA a financé 112 500 des appartements à ces travailleurs, versant l'équivalent d'environ 1 770 dollars américains par appartement, ce qui suffisait souvent à démarrer une opération d’accession à la propriété, impossible sans ce complément. La CECA a aussi pris en charge la moitié des frais de reclassement des chômeurs à la suite de la fermeture d'aciéries. En y ajoutant l’aide accordée par la reconversion des régions touchées, la CECA a ainsi versé plus de 835 millions de francs pour la création de quelque 100 000 emplois dont un tiers était destiné aux chômeurs travaillant dans le charbon et l'acier. Au-delà de cela, la Haute Autorité a inventé un système de garantie sociale des travailleurs perdant leur emploi, que plusieurs des Six ont ensuite copié pour l’étendre à l’ensemble de leurs salariés.

### Échecs
En revanche, sur plusieurs points fondamentaux abordés par le traité de Paris, l’échec de la CECA est patent et ce dans deux domaines :
- la lutte supranationale contre les ententes sur les prix s’est révélée difficile. Malgré les règles communautaires concernant la publicité et la transparence des barèmes des entreprises, les prix effectifs étaient toujours fixés par la production et par les aciéries en fonction de l’état du marché[23] ;
- le principe de la primauté communautaire ne s’est pas exercé sur le marché du charbon et une politique commune de l'énergie reste à définir. L’exécutif européen n’a pas joué un grand rôle dans les initiatives nationales (comme la création de la Société unique de la Ruhr) visant à résorber la crise.

## Compléments